# Denkova-Staviski Cup de 2017
Denkova-Staviski Cup de 2017 foi a sexta edição do Denkova-Staviski Cup, um evento anual de patinação artística no gelo de níveis sênior, júnior e noviço. A competição foi disputada entre os dias 31 de outubro e 4 de novembro, na cidade de Sófia, Bulgária.

## Eventos
- Individual masculino
- Individual feminino

## Medalhistas
| Evento                        | Ouro                        | Prata                       | Bronze                              |
| Sênior                        |                             |                             |                                     |
| Individual masculino detalhes | Kévin Aymoz · França        | Basar Oktar · Turquia       | TurkeyBurak Demirboga · Turquia     |
| Individual feminino detalhes  | Micol Cristini · Itália     | Léa Serna · França          | Natasha McKay · Reino Unido         |
| Júnior                        |                             |                             |                                     |
| Individual masculino detalhes | Samuel Mcallister · Irlanda | Tom Bouvard · França        | Vasil Dimitrov · Bulgária           |
| Individual feminino detalhes  | Alexandra Feigin · Bulgária | Olga Mikutina · Áustria     | Sofia Sula · Finlândia              |
| Noviço avançado               |                             |                             |                                     |
| Individual masculino detalhes | Francois Pitot · França     | Ilia Gogitidze · Geórgia    | Emanuele Indelicato · Itália        |
| Individual feminino detalhes  | Kimmy Repond · Suíça        | Maria Levushkina · Bulgária | Anna Dea Gulbiani-Schmidt · Geórgia |

## Resultados

### Sênior

#### Individual masculino
| Pos.              | Nome                | Nacionalidade | Pontos | PC         | PL          |
| ----------------- | ------------------- | ------------- | ------ | ---------- | ----------- |
| Medalha de ouro   | Kévin Aymoz         | França        | 225.29 | 75.25 (1)  | 150.04 (1)  |
| Medalha de prata  | Basar Oktar         | Turquia       | 202.63 | 60.50 (5)  | 142.13 (2)  |
| Medalha de bronze | Burak Demirboga     | Turquia       | 178.72 | 63.79 (3)  | 114.93 (3)  |
| 4                 | Maxence Collet      | França        | 168.27 | 64.35 (2)  | 103.92 (7)  |
| 5                 | Mattia Dalla Torre  | Itália        | 165.71 | 62.87 (4)  | 102.84 (8)  |
| 6                 | Davidé Lewton Brain | Mônaco        | 160.16 | 57.71 (7)  | 102.45 (9)  |
| 7                 | Marco Zandron       | Itália        | 159.20 | 51.84 (10) | 107.36 (4)  |
| 8                 | Niki-Leo Obreykov   | Bulgária      | 159.20 | 54.28 (8)  | 104.92 (6)  |
| 9                 | Thomas Kennes       | Países Baixos | 156.48 | 59.66 (6)  | 96.82 (12)  |
| 10                | Conor Stakelum      | Irlanda       | 155.16 | 49.44 (11) | 105.72 (5)  |
| 11                | Michael Neuman      | Eslováquia    | 149.85 | 51.92 (9)  | 97.93 (11)  |
| 12                | Alberto Vanz        | Itália        | 143.15 | 42.34 (13) | 100.81 (10) |
| 13                | Aleksander Zlatkov  | Bulgária      | 138.31 | 47.87 (12) | 90.44 (13)  |
| 14                | Ivo Gatovski        | Bulgária      | 129.67 | 39.61 (14) | 90.06 (14)  |

#### Individual feminino
| Pos.              | Nome                        | Nacionalidade | Pontos | PC         | PL         |
| ----------------- | --------------------------- | ------------- | ------ | ---------- | ---------- |
| Medalha de ouro   | Micol Cristini              | Itália        | 164.21 | 58.90 (1)  | 105.31 (1) |
| Medalha de prata  | Léa Serna                   | França        | 147.57 | 49.25 (3)  | 98.32 (2)  |
| Medalha de bronze | Natasha Mckay               | Reino Unido   | 138.94 | 46.44 (6)  | 92.50 (3)  |
| 4                 | Jenni Saarinen              | Finlândia     | 135.51 | 55.93 (2)  | 79.58 (8)  |
| 5                 | Camila M.B. Gjersen         | Noruega       | 135.43 | 44.72 (7)  | 90.71 (4)  |
| 6                 | Sara Conti                  | Itália        | 128.22 | 46.87 (5)  | 81.35 (6)  |
| 7                 | Guia Maria Tagliapietra     | Itália        | 127.32 | 44.01 (9)  | 83.31 (5)  |
| 8                 | Pauline Wanner              | França        | 123.61 | 42.62 (10) | 80.99 (7)  |
| 9                 | Nelma Hede                  | Finlândia     | 115.32 | 47.21 (4)  | 68.11 (12) |
| 10                | Lucrezia Gennaro            | Itália        | 114.19 | 39.05 (12) | 75.14 (9)  |
| 11                | Heloise Pitot               | França        | 109.95 | 37.79 (13) | 72.16 (10) |
| 12                | Ceciliane Mei Ling Hartmann | Singapura     | 104.14 | 35.12 (14) | 69.02 (11) |
| 13                | Presyana Dimitrova          | Bulgária      | 102.49 | 44.07 (8)  | 58.42 (14) |
| 14                | Daniela Stoeva              | Bulgária      | 99.76  | 40.10 (11) | 59.66 (13) |
| 15                | Dimitra Korri               | Grécia        | 87.11  | 30.81 (15) | 56.30 (15) |

### Júnior

#### Individual masculino júnior
| Pos.              | Nome              | Nacionalidade | Pontos | PC        | PL         |
| ----------------- | ----------------- | ------------- | ------ | --------- | ---------- |
| Medalha de ouro   | Samuel Mcallister | Irlanda       | 158.69 | 54.29 (1) | 104.40 (2) |
| Medalha de prata  | Tom Bouvard       | França        | 153.68 | 49.09 (2) | 104.59 (1) |
| Medalha de bronze | Vasil Dimitrov    | Bulgária      | 135.13 | 41.66 (3) | 93.47 (3)  |
| 4                 | Nikola Zlatanov   | Bulgária      | 107.17 | 40.93 (4) | 66.24 (4)  |

#### Individual feminino júnior
| Pos.              | Nome                         | Nacionalidade | Pontos | PC         | PL         |
| ----------------- | ---------------------------- | ------------- | ------ | ---------- | ---------- |
| Medalha de ouro   | Aleksandra Feigin            | Bulgária      | 154.35 | 55.52 (1)  | 98.83 (1)  |
| Medalha de prata  | Olga Mikutina                | Áustria       | 143.75 | 52.09 (2)  | 91.66 (2)  |
| Medalha de bronze | Sofia Sula                   | Finlândia     | 138.26 | 49.46 (3)  | 88.80 (3)  |
| 4                 | Ana Sofia Beschea            | Romênia       | 130.12 | 45.78 (5)  | 84.34 (4)  |
| 5                 | Oceane Piegard               | França        | 124.45 | 43.21 (8)  | 81.24 (5)  |
| 6                 | Guzide Irmak Bayar           | Turquia       | 123.87 | 46.21 (4)  | 77.66 (7)  |
| 7                 | Kristina Grigorova           | Bulgária      | 122.93 | 44.46 (6)  | 78.47 (6)  |
| 8                 | Victoria Mcmahon             | Reino Unido   | 116.20 | 39.96 (11) | 76.24 (8)  |
| 9                 | Jelizaveta Minchenko         | Letônia       | 115.28 | 40.92 (9)  | 74.36 (9)  |
| 10                | Frida Turidottir Berge       | Noruega       | 111.36 | 40.11 (10) | 71.25 (10) |
| 11                | Mia Melina Brusi             | Finlândia     | 108.99 | 38.09 (14) | 70.90 (11) |
| 12                | Kari Sofie Slordal Tellefsen | Noruega       | 105.74 | 35.85 (16) | 69.89 (13) |
| 13                | Eliza Pancheva               | Bulgária      | 105.56 | 34.76 (19) | 70.80 (12) |
| 14                | Lucrezia Erba                | Itália        | 104.87 | 43.84 (7)  | 61.03 (18) |
| 15                | Alessia Malerba              | Itália        | 102.57 | 38.72 (12) | 63.85 (15) |
| 16                | Valentina Indelicato         | Itália        | 101.84 | 38.44 (13) | 63.40 (16) |
| 17                | Lucrezia Mapelli             | Itália        | 101.70 | 35.00 (17) | 66.70 (14) |
| 18                | Vilma Leppanen               | Finlândia     | 96.61  | 36.91 (15) | 59.70 (20) |
| 19                | Genevieve Somerville         | Reino Unido   | 95.17  | 34.91 (18) | 60.26 (19) |
| 20                | Marianne B. Stalen           | Noruega       | 95.13  | 32.88 (20) | 62.25 (17) |
| 21                | Elisavet Voulgari            | Grécia        | 75.45  | 31.61 (21) | 43.84 (22) |
| 22                | Rozalia Abdulkarimova        | Ucrânia       | 67.64  | 21.43 (22) | 46.21 (21) |
| WD                | Bristena Prodea              | Romênia       | —      | — (WD)     |            |

### Noviço avançado

#### Individual masculino noviço avançado
| Pos.              | Nome                | Nacionalidade | Pontos | PC        | PL        |
| ----------------- | ------------------- | ------------- | ------ | --------- | --------- |
| Medalha de ouro   | Francois Pitot      | França        | 95.32  | 35.47 (1) | 59.85 (1) |
| Medalha de prata  | Ilia Gogitidze      | Geórgia       | 86.89  | 31.87 (2) | 55.02 (2) |
| Medalha de bronze | Emanuele Indelicato | Itália        | 77.54  | 30.20 (3) | 47.34 (3) |

#### Individual feminino noviço avançado
| Pos.              | Nome                              | Nacionalidade | Pontos | PC         | PL         |
| ----------------- | --------------------------------- | ------------- | ------ | ---------- | ---------- |
| Medalha de ouro   | Kimmy Repond                      | Suíça         | 113.01 | 40.47 (1)  | 72.54 (1)  |
| Medalha de prata  | Maria Levushkina                  | Bulgária      | 106.89 | 37.21 (2)  | 69.68 (2)  |
| Medalha de bronze | Anna Dea Gulbiani-Schmidt         | Geórgia       | 96.77  | 35.17 (3)  | 61.60 (3)  |
| 4                 | Mai Helske                        | Finlândia     | 91.07  | 29.58 (9)  | 61.49 (4)  |
| 5                 | Federica Grandesso                | Itália        | 90.72  | 31.05 (5)  | 59.67 (5)  |
| 6                 | Ivelina Baicheva                  | Bulgária      | 86.36  | 31.50 (4)  | 54.86 (7)  |
| 7                 | Michaela Tortarolo                | França        | 85.97  | 30.07 (7)  | 55.90 (6)  |
| 8                 | Christie Shannon                  | Reino Unido   | 80.95  | 30.52 (6)  | 50.43 (11) |
| 9                 | Luiza Elena Ilie                  | Romênia       | 80.79  | 30.05 (8)  | 50.74 (10) |
| 10                | Elizabeth Golding                 | Irlanda       | 79.70  | 26.59 (12) | 53.11 (8)  |
| 11                | Taylor Mcleod                     | Reino Unido   | 78.19  | 29.46 (10) | 48.73 (13) |
| 12                | Amalia Marcolin                   | Itália        | 75.89  | 25.09 (15) | 50.80 (9)  |
| 13                | Elena Dimitrova                   | Bulgária      | 74.98  | 24.78 (16) | 50.20 (12) |
| 14                | Inga Putkaradze                   | Geórgia       | 74.43  | 26.60 (11) | 47.83 (14) |
| 15                | Andreea-Denisa-Stefania Comanescu | Romênia       | 69.98  | 25.28 (13) | 44.70 (15) |
| 16                | Seyda Saglam                      | Turquia       | 65.18  | 25.21 (14) | 39.97 (16) |
| WD                | Melisa Basturk                    | Turquia       |        |            | 0 (0)      |
| WD                | Melisa Basturk                    | Turquia       | —      | — (WD)     |            |

## Quadro de medalhas
Sênior
| Ordem | País        | Medalha de ouro | Medalha de prata | Medalha de bronze |   | Ordem por total |
| ----- | ----------- | --------------- | ---------------- | ----------------- | - | --------------- |
| 1     | França      | 1               | 1                |                   | 2 | 1               |
| 2     | Itália      | 1               |                  |                   | 1 | 3               |
| 3     | Turquia     |                 | 1                | 1                 | 2 | 1               |
| 4     | Reino Unido |                 |                  | 1                 | 1 | 3               |
| TOTAL | TOTAL       | 2               | 2                | 2                 | 6 | —               |

Geral
| Ordem | País        | Medalha de ouro | Medalha de prata | Medalha de bronze |    | Ordem por total |
| ----- | ----------- | --------------- | ---------------- | ----------------- | -- | --------------- |
| 1     | França      | 2               | 2                |                   | 4  | 1               |
| 2     | Bulgária    | 1               | 1                | 1                 | 3  | 2               |
| 3     | Itália      | 1               |                  | 1                 | 2  | 3               |
| 4     | Irlanda     | 1               |                  |                   | 1  | 6               |
| 4     | Suíça       | 1               |                  |                   | 1  | 6               |
| 6     | Geórgia     |                 | 1                | 1                 | 2  | 3               |
| 6     | Turquia     |                 | 1                | 1                 | 2  | 3               |
| 8     | Áustria     |                 | 1                |                   | 1  | 6               |
| 9     | Finlândia   |                 |                  | 1                 | 1  | 6               |
| 9     | Reino Unido |                 |                  | 1                 | 1  | 6               |
| TOTAL | TOTAL       | 6               | 6                | 6                 | 18 | —               |